# Віллар де Оннекур
Віллар де Окунь (фр. Villard de Honnecourt бл. 1195 - бл. 1266) — французький архітектор (і, можливо, ювелір) доби готики, життєпис якого вдалося відтворити лише в XX столітті.

## Історія вивчення
Незважаючи на важливе місце в ході побудови, архітектор доби готики мало відрізнявся від середовища ремісників. Тому не мав тоді і не міг мати біографа. Найбільшою шаною була згадка про нього в літопису чи місцевій хроніці. Дещо винятковою стала біографія архітектора Віллара де Оннекура, незважаючи на відсутність історіографа. Дослідник Ганс Ханлозер 1935 року оприлюднив капітальне дослідження так званого альбому Віллара де Оннекура, унікальної пам'ятки-рукопису і майже щоденника архітектора доби готики першої половини XIII століття. Ретельне вивчення альбому і надало унікальну можливість відтворення його життєпису в XX столітті.

## Життєпис
Завдяки вивченню рукопису Віллара де Оннекура рік його народження позначають близько 1195 року або раніше 1200-го. Точно місце народження невідоме. Ним могло бути село Оннекур-сюр-Еско або Камбре. Логічно представити, що починав підмайстром на будівництві. Архітектурну освіту вдосконалював під час подорожей та участі в будівництві на різних об'єктах. В альбомі Віллара є документальні замальовки деталей соборів чи архітектурних деталей, які дозволили відтворити маршрут його подорожей через міста Камбре, Сен-Кантен, Шартр, Мо, Лан (Ена), Реймс, Лозанну. Найдальшим пунктом його подорожей, можливо, було місто Кошиці (нині в Словаччині), яке належало тоді Угорщині. Він брав участь в побудові собору Св. Єлизавети Угорської та церкви Матяша у Буді. (В усякому разі він скористався нагодою і відвідав будівництво готичного собору в Кошицях на кордоні тодішньої західноєвропейської ойкумени, про що сповістив в альбомі.)
По поверненні з подорожі він став головним майстром (?) цеху будівельників в Сен-Кантені. Помер в поважному віці в 1266 чи близько того року, що траплялось нечасто. Архітектори потерпали від холодних протягів на будмайданчиках, епідемічних хвороб, поганої техніки безпеки і нещасних випадків на будівництві. Так, літописець Гервасій сповіщав про смерть архітектора Гійома з Сансу, якого запросили з Франції на будівництво Кентерберійського собору в Англії: « … на початку п'ятого року будівництва архітектор раптово упав вниз, бо розійшлися колоди під його ногами. Кам'яні брили і колоди упали разом з ним з висоти капітелі верхнього склепіння, а це висота 50-ти п'ядей. Важко поранений від падіння каменів і колод, він став безпорадним і для самого себе, і зайвим для будівництва (бо невдовзі помер).»

## Провенанс
Після смерті Віллара де Оннекура рукопис використано як альбом зразків щонайменше для двох архітекторів чи будівельників, що зробили до нього власні додатки. На останній сторінці знайдено напис XV століття з позначкою, що альбом Оннекура мав 40 аркушів, тобто більше, ніж зараз. В середині 17 століття (1666 року) власником альбому став Андре Філіб'єн, історик при дворі французького короля Луї XIV. 1795 року в складі конфіскованих французькими революціонерами колекцій рукопис став надбанням французької держави. В період підвищеної зацікавленості і вивчення споруд доби готики, малюнки рукопису були оприлюднені в 19 столітті. Дослідник Ганс Ханлозер 1935 року оприлюднив вже капітальне дослідження так званого альбому Віллара де Оннекура.

## Щоденник і альбом зразків Віллара

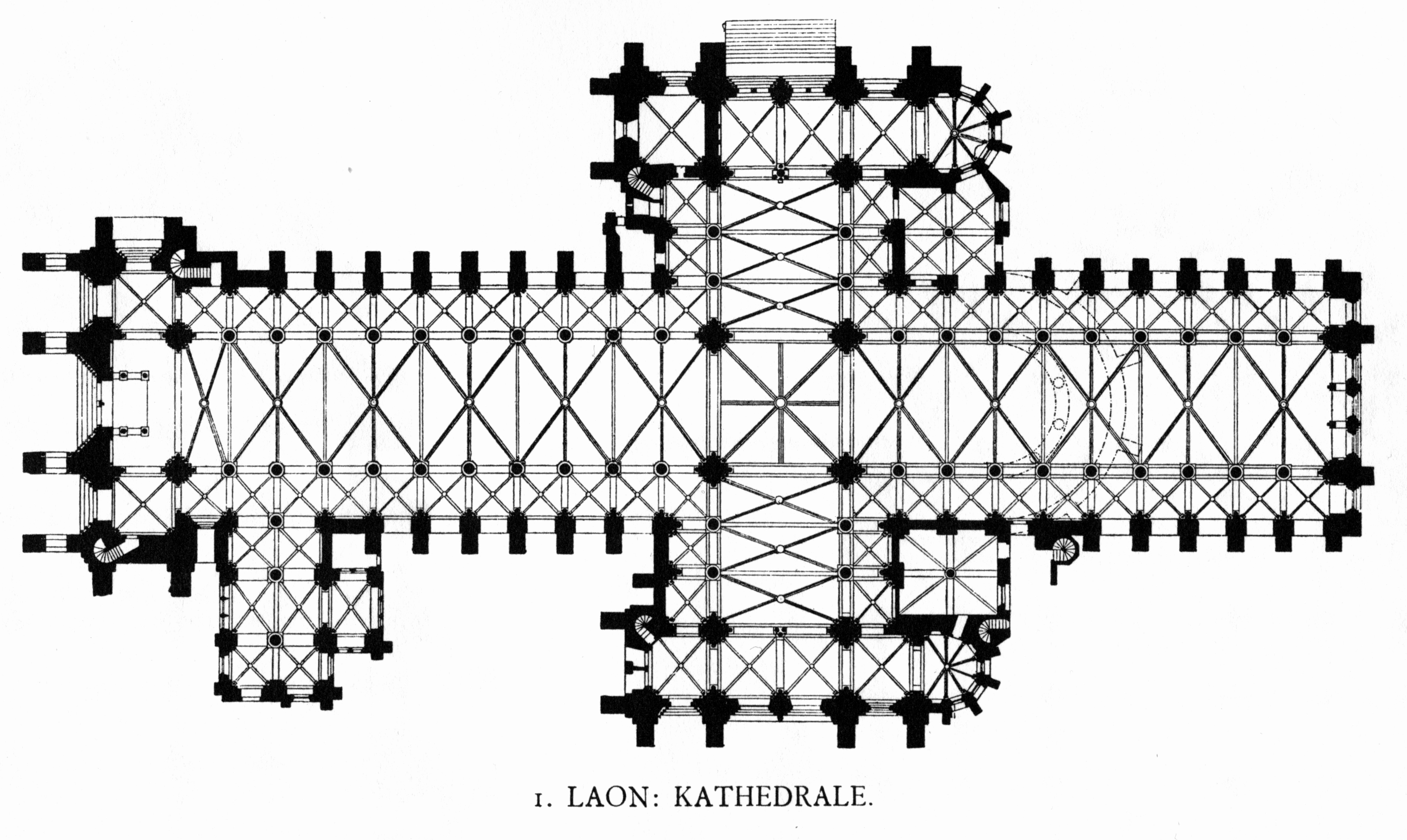
Катедральний собор в місті Лан (Ена), план.

"Віллар де Оннекур вітає вас і звертається до тих, хто працюватиме з цією книгою, з проханням помолитися за його душу і згадати про нього. Бо в книзі ви знайдете корисні поради щодо (практичного) будівництва і створення малюнків з використанням настанов геометрії" — так починається цей рукопис. З напису стало відоме ім'я автора.
Необхідність зберігати накопичені знання виникла давно. Слугувала цьому і писемність. Найскладнішим серед ремесел стало будівництво, бо без знання наук і досвіду майстрів-попередників успішне будівництво неможливе. Збереженню знань в добу готики почали слугувати писемність і народжене креслення архітектора, архітектурна графіка.
На ранішніх етапах Середньовіччя креслення виконували на дерев'яних дощечках-диптихах, вкритих воском, як це було в пізньоантичну добу. В двох дошках робили заглиблення, яке вкривали воском. Навощені поверхні накладали одна на одну, а дошки зв'язували, щоби уникати псуванню напису або малюнку. Перші креслення архітектора дуже нагадували малюнки. І в альбомі де Оннекура вони розміщені поряд або це суміш малюнків і суто креслень.
За життя Оннекура для креслень архітектора використовують також камінь, пергамент і папір. Всі матеріали використовувались одночасно. Архітектурні креслення збереглися на кам'яних плитах в соборі Лиможа (Франція, бл. 1300 р.), в соборах у Нарбанні і в Клермоні. Відомі і креслення собору Страссбурга на великих аркушах пергаменту.

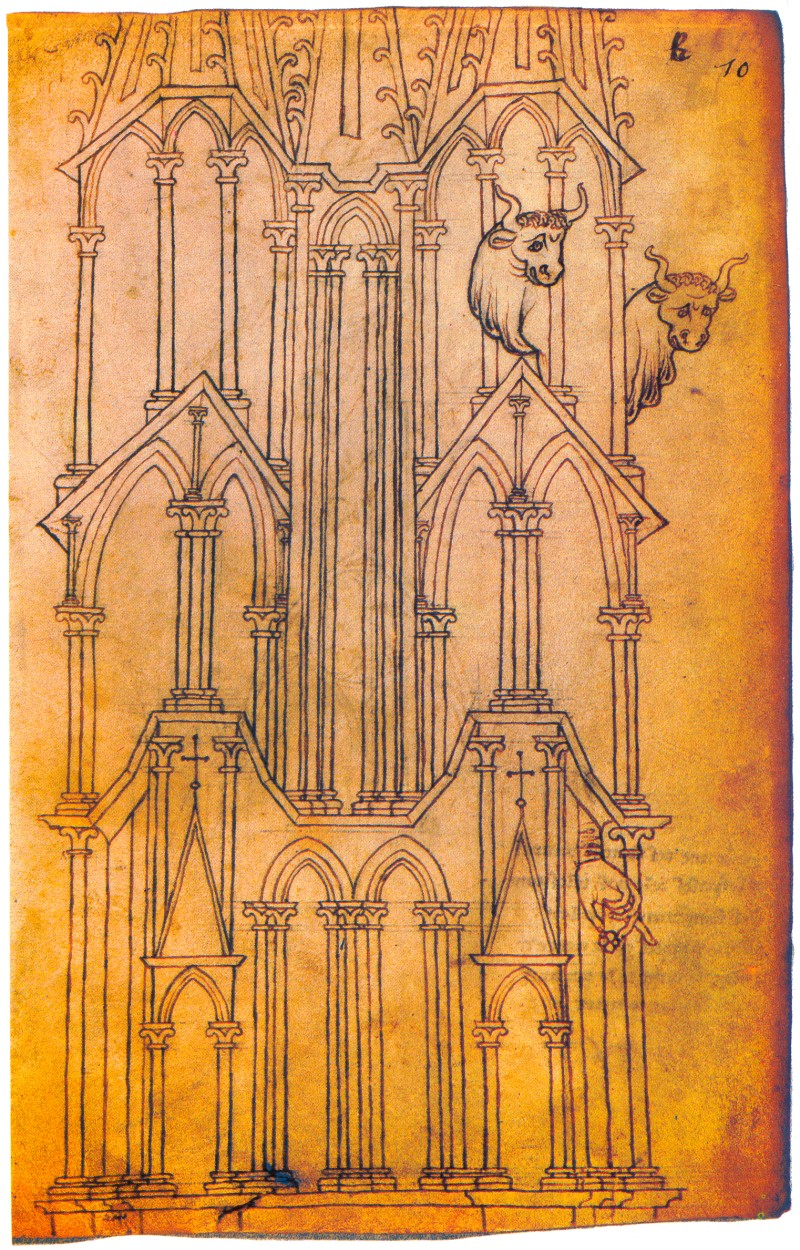
Вежа собору в місті Лан. Малюнок Оннекура.
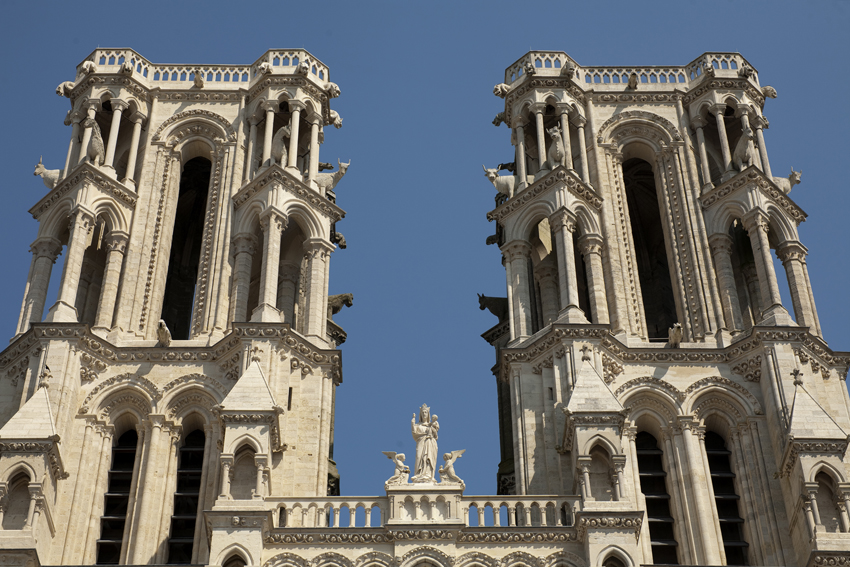
Вежі собору в місті Лан. Сучасний стан.

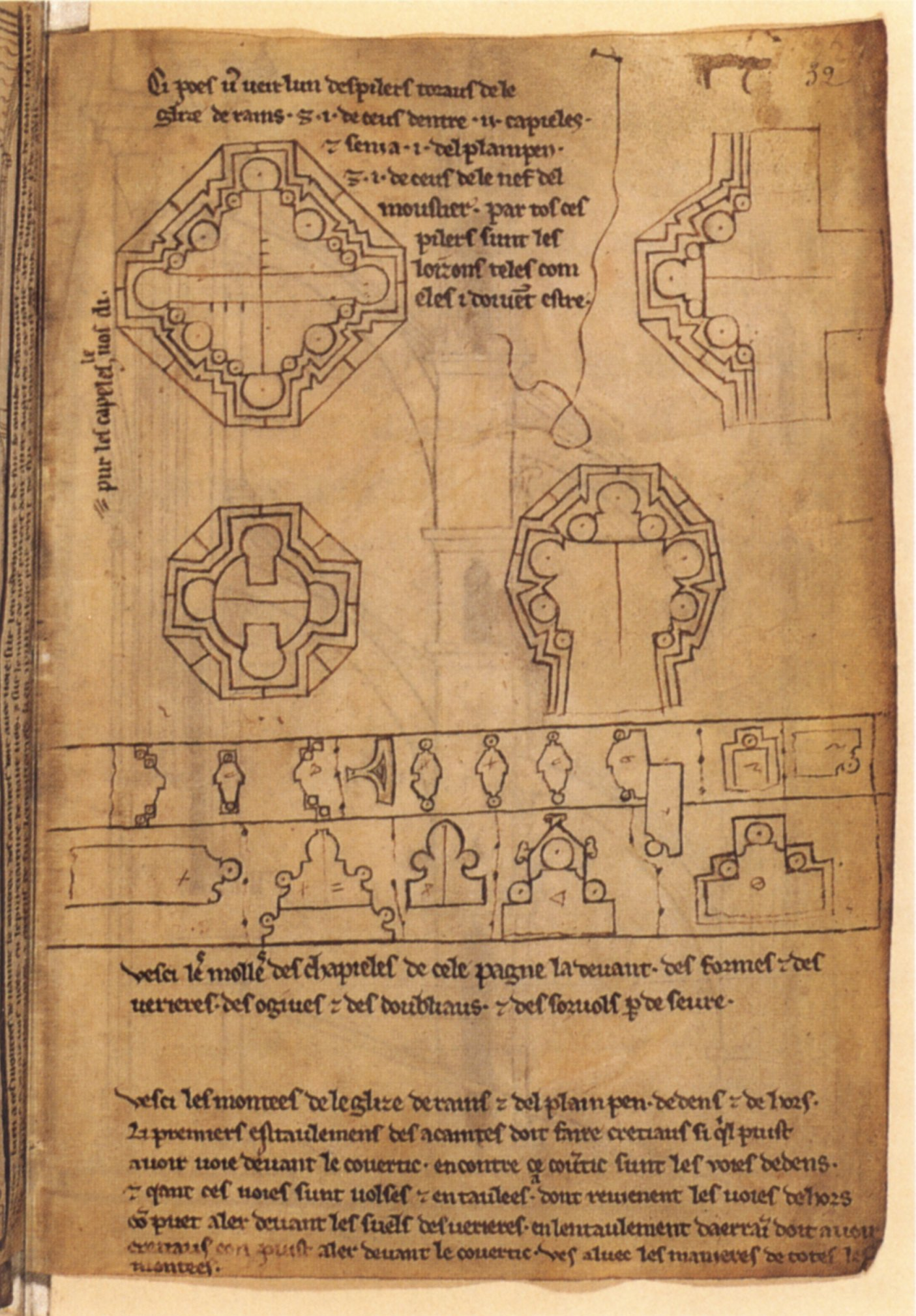
Сторінка альбому

Альбом Оннекура — аркуші пергаменту 14×22 сантиметри, але розміри сторінок не завжди збігаються. Дійшов не повним, в ньому трохи більше шістдесяти (60) аркушів. Припускають, що альбом був значно більшим. Віллар де Оннекур був письменним, про що свідчать каліграфічні написи альбому. Оригінал передано на зберігання до Національної бібліотеки Франції. Дослідники вважають, що Віллар де Оннекур почав створювати свій альбом зразків в період навчання і подорожей. Альбом став і своєрідним щоденником, і збіркою архітектурних зразків, які той бажав закріпити у власній пам'яті, і зразками теоретичних проектів і планів, і збіркою малюнків готичних скульптур, інженерних механізмів, що використовували на будівництві. Альбом став відбитком того періоду, коли ідеї мандрували разом з майстрами і ще вважались загальним надбанням. Їх не ховали від колег, як то стало в добу відродження, коли зросли конкуренція між майстрами і бажання приховати від них унікальні рішення і нові власні ідеї. Коли Віллар де Оннекур став майстром, альбом слугував зразками, за якими він робив (чи наказував робити) скульптури та архітектурні деталі. Після його смерті альбом слугує для навчання послідовників, альбомом зразків для них і навіть підручником.

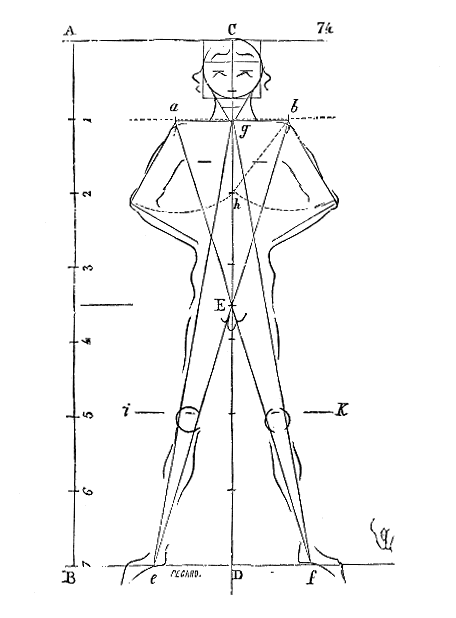
Метод пропорціонування людської фігури. Малюнок Оннекура
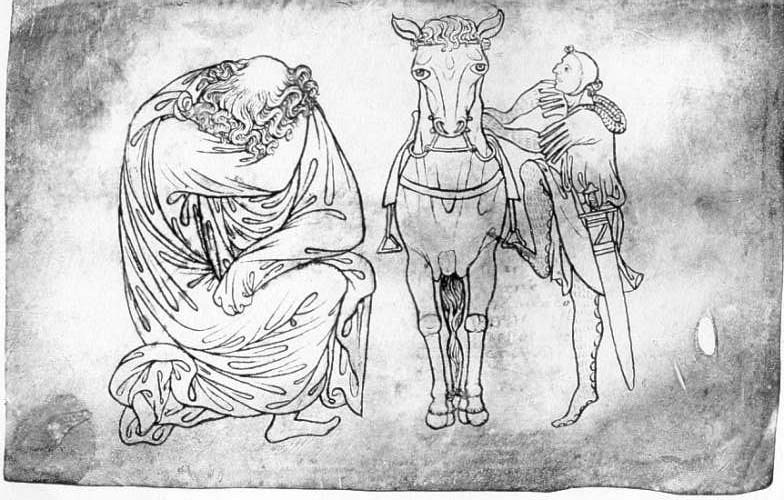
Малюнки на аркуші 46
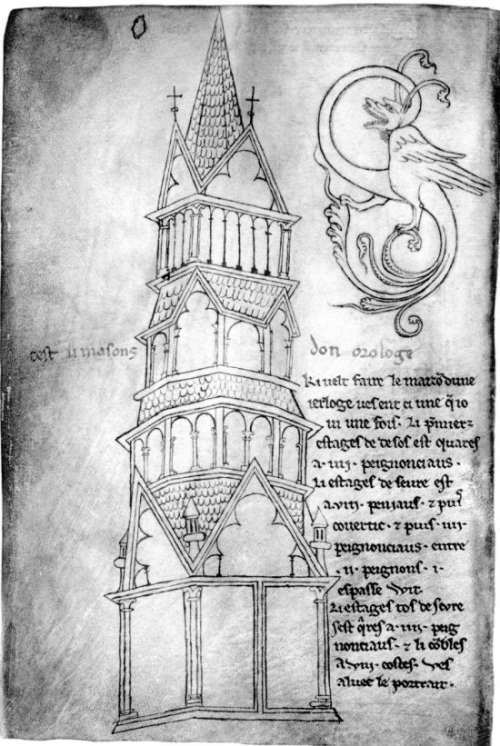
Готична вежа
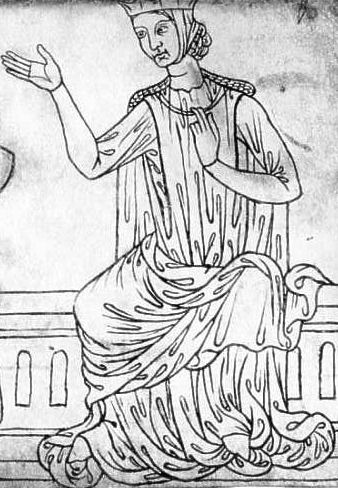
Шляхетна пані

Жоден із збережених аркушів архітектора XIII століття ще не має масштабу. Необхідність в ньому виникає пізніше. А поки що широко вживають метод пропорціонування.
Архітектурна графіка цієї доби нагадує сучасну технічну ілюстрацію, технічний ескіз. Саме за такими кресленнями виконували стовпи-опори, готичні вікна, навіть тесали камені необхідних профілів. Все це знайдене в альбомі зразків Оннекура, а також зразкова вежа собору Нотр Дам в місті Лан, бічна стіна з вікнами Реймського собору, зразки готичних вікон-«троянд» в Шартрі і Лозанні тощо.
Для дослідників і істориків найцікавішим став аркуш з кресленням ідеального (тобто неіснуючого, вигаданого, взірцевого) хору готичної церкви, що зробили разом Віллар де Оннекур і архітектор П'єр де Кобрі. На кресленні точно позначені зовнішні контрфорси, внутрішні опори-стовпи, вінок каплиць, нервюрні склепіння тощо. На інших аркушах — варіанти хору, замальовки готичних вікон тощо.
Про тривале використання альбому Віллара де Оннекура свідчать додатки, зроблені до рукопису як мінімум ще двома майстрами, імена яких залишились невідомими. Дослідник альбому Ганс Ханлозер умовно позначив їх як «майстер два» та «майстер три». З самим Вілларом де Оннекуром пов'язують лише тридцять три (33) аркуші альбому. Але і це багато, якщо згадати, що вони збереглися з першої половини XIII століття.

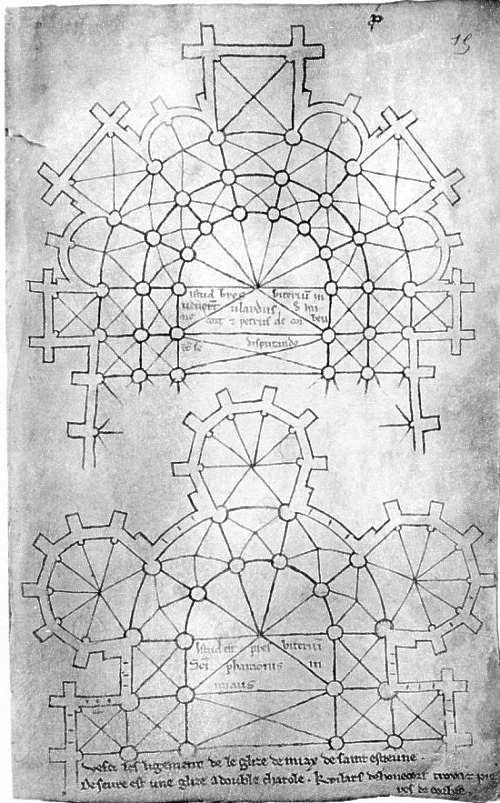
Два зразки плану готичного хору
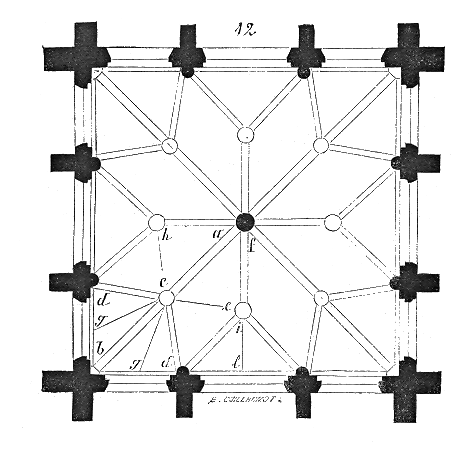
Нервюри склепіння з однією центральною колоною
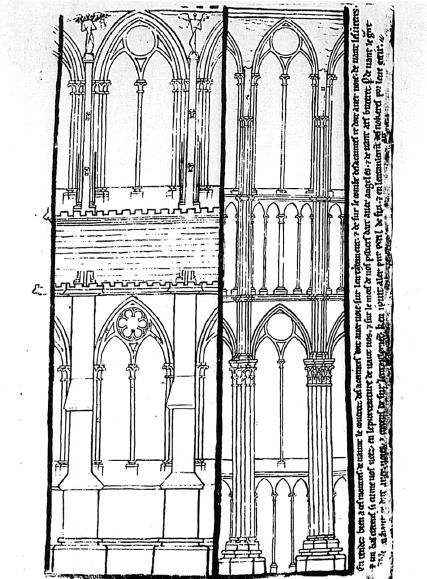
Вікна Реймського собору
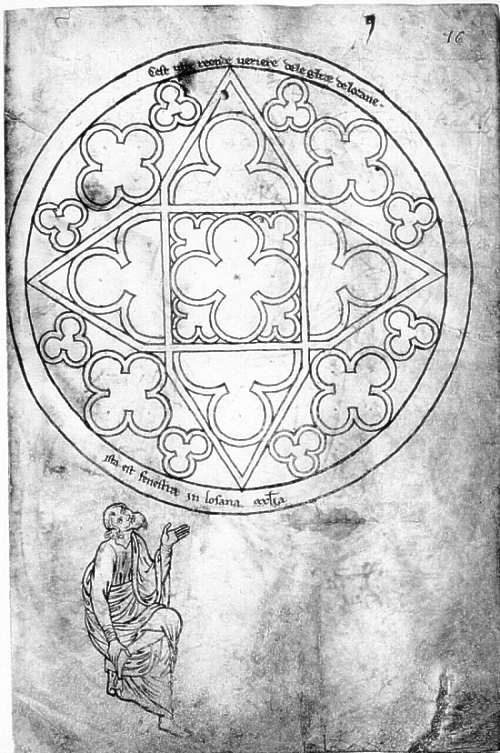
Готичне вікно-троянда